# ヴァレンタイン・ベイカー
ヴァレンタイン・ヘンリー・ベイカー（Valentine Henry Baker、1888年8月24日 - 1942年9月12日）は、マーチン・ベイカー社の共同設立者の一人である。第一次世界大戦ではイギリス軍の3軍全てに従軍した軍人であり、戦後は民間の飛行教官となった。父親は小説家のデニス・ヴァル・ベイカーである。

## 軍歴
ウェールズのスランバイルベハンで生まれた「ベイク」（"Bake"、友人たちの間ではこの名で通っていた）は、1914年10月27日にイギリス海軍（陸上勤務）に入隊し、直ぐに技術軍曹（rated Petty Officer Mechanic）に任命され、伝令兵としてイギリス海軍航空隊（RNAS）装甲車セクションに配属された。入隊当時のベイカーの背格好は、身長5フィート8と4/5インチ、胸囲38インチ、「ミディアムブラウン」の髪色、青い瞳と浅黒い肌の色をしていた。5カ月後のガリポリの戦いで首から入った銃弾が脊椎近くに留まる銃創を負い、医師が如何なる摘出手術も致命的な結果になり得ると宣告したためベイカーは「そのままにしておいてくれ」と告げてその後の人生を首の銃弾と共に過した。
ベイカーは1915年8月31日にRNASを除隊したが、同年11月にはロイヤル・ウェールズ・フュージリア連隊に臨時少尉として軍務に復帰した。Dilys Eamesと結婚した後の翌年春に飛行学校（School of Aero Flying）に配属され、1916年9月にパイロットとして卒業するとイギリス陸軍航空隊（RFC）/陸軍ウイング（Military Wing）の中尉に任命され、9月25日に専門予備役（General List）に編入された。
ベイカーは第41飛行隊に配属され、そこで過した丸9カ月間の戦闘で数機のドイツ軍機を撃墜したと云われている。1917年7月26日には以下の言葉と共に戦功十字章も授与された。
ヴァレンタイン・ヘンリー・ベイカー、中尉、専門予備役/イギリス陸軍航空隊

顕著な勇猛さと任務への献身を称えて。数多くの空中での戦闘において多大なる勇気と決断力を示した。戦局のある場面では単機で敵戦線の上空を低空を飛行し敵の砲兵、歩兵、輸送部隊を攻撃してから退却する敵軍に関する有益な偵察情報を持ち帰った。
RFCはベイカーのエース・パイロットとしての技量は新人パイロットの教育に最適だと判断して、ベイカーは1917年6月に飛行教官となりターンベリー（Turnbury）、キャッタリック、クラムリントンで飛行技術を教えた。この期間に息子が生まれ、8月27日には臨時中尉、大尉へと連続して昇進した。
ベイカーは1918年4月1日にRFCとRNASが合併して新しく編成されたイギリス空軍（RAF）に転籍となり、1918年の国王誕生記念叙勲（King's Birthday Honours）で空軍十字章を授与された。この勲章は授与当日に制定されたものであり、ベイカーは名前順で受勲者名簿の最初にあげられていて、幾つかの資料ではベイカーがこの勲章の最初の受勲者とされている。第18飛行隊に配属された後の1919年9月に飛行場の閉鎖を監督するためにビヴァリーへ送られ、その後グランサムの飛行場に配属された。ベイカーは10月24日に短期現役仕官の大尉に任命された。ベイカーの軍隊での最後の任務は空軍省の（Secret Codes Department）でのものであり、1920年5月から1921年10月1日の現役解除までこれを勤め、その後も大尉の階級を保持することを許された。

## 民間での生活
ベイカーの民間での最初の仕事はヴィッカース社のためのもので、オランダ領東インドへ赴任した。そこでオランダ海軍航空隊に参画して3年間教官として働いたが、妻が病気になり英国に帰国した。その後直ぐにヴィッカース社の別の仕事でチリへ行き、同社製航空機の展示飛行とチリのパイロットへの訓練を実施した。
英国に帰国するとベイカーは民間人の間に飛行することへの興味が高まっていることを知り、ランカシャー飛行クラブ（Lancashire Flying Club）、ロンドン航空機クラブ（London Aeroplane Club）、最後にはヘストン飛行場で操縦を教えた。ベイカーはヘストン飛行場で飛行学校を設立し、これは英国内で最も有名な飛行学校となった。英国内での飛行教官としての経歴の間にベイカーはエドワード8世,、航空省のロンドンデリー卿、ロイド卿、エミー・ジョンソン、ケント公ジョージ、グレース・ドラモンド＝ヘイといった著名人達に操縦を教えた。

## マーチン・ベイカー
1934年にベイカーは友人のジェームズ・マーティンと共にマーチン・ベイカー社を設立するためにヘストンを去り、同社のテストパイロットを勤めた。マーチン・ベイカー MB 3試作機のテスト飛行中にエンジンが停止し緊急着陸を試みたが、機体は樹木の切り株に激突してベイカーは死亡した。ベイカーの死は共同経営者のマーチンに重大な影響を与え、これによりパイロットの安全を確保することがマーチンの主たる目標となり、会社を射出座席に特化した企業へと変えた。